# 三號開普菲爾鎮區 (北卡羅萊納州李縣)
三號開普菲爾鎮區（英語：Township 3, Cape Fear）是位於美國北卡羅萊納州李縣的一個鎮區。

## 地方資料
三號開普菲爾鎮區的面積為126.38平方千米，當中陸地面積為111.02平方千米，而水域面積為15.36平方千米。根據2020年美國人口普查的數據，當地共有人口3983人，而人口密度為每平方千米31.52人。